# جانگ سونگ کیو
جانگ سونگ کیو (انگلیسی: Jang Sung-kyu؛ زادهٔ ۲۱ آوریل ۱۹۸۳) مجری و دی‌جی اهل کره جنوبی است. وی از سال ۲۰۱۱ میلادی تاکنون مشغول فعالیت بوده‌است.